# VeggieWorld
VeggieWorld és la fira vegana més gran i antiga d'Europa que impulsa l'organització internacional ProVeg. Va néixer a Alemanya el 2011 i actualment se celebra en diverses ubicacions d'Euràsia. A Espanya, es va celebrar per primera vegada el 2017 a Barcelona.

## VeggieWorld Barcelona
La fira VeggieWorld va arribar a Barcelona l'abril del 2017 i es va celebrar a la cúpula del centre comercial les Arenes. El 2018, la fira es va traslladar a La Farga de l'Hospitalet de Llobregat, on hi van assistir més de 5.000 persones. Malgrat el trasllat de la fira a l'Hospitalet, VeggieWorld va mantenir en la seva denominació VeggieWorld Barcelona. L'edició del 2019 també va ser a l'Hospitalet i va comptar amb 85 expositors i nombrosos tallers i xerrades.